# Boni (Volk)
Die Boni sind eine Ethnie im Norden Kenias und im Süden Somalias, die traditionell als Jäger und Sammler lebte, heute jedoch nur mehr zum Teil diese Lebensweise beibehält. Sie leben in verschiedenen Gruppen im Hinterland der Küste zwischen den Flüssen Tana und Jubba. Ihre Sprache gehört zu den kuschitischen Sprachen und ist dem Somali am nächsten verwandt.
Daniel Stiles schätzte ihre Zahl 1981 auf 1200 in Kenia und 1500–2000 in Somalia.

## Bezeichnungen
Die Boni in Kenia nennen sich selbst Aweer, die nördlichen Gruppen in Somalia Kilii. Auf Swahili werden sie als (Wa)Boni bezeichnet, was von ihnen selbst zunehmend übernommen wird. Diese Bezeichnung könnte vom Somali-Begriff boon für Personen mit niedrigem Status hergeleitet sein. Es wurde daher auch vorgeschlagen, sie in der wissenschaftlichen Literatur durch Aweer zu ersetzen, was jedoch umstritten ist, da nicht alle Untergruppen diese Selbstbezeichnung benutzen.
Auch allgemeine Bezeichnungen für „Jäger und Sammler“ wie (Wa)Sanye auf Swahili und Waata auf Oromo werden für die Boni verwendet, sie sind jedoch unspezifisch und können sich auch auf die Dahalo und andere beziehen.

## Sprache
Die Boni sprechen eine eigene Sprache, die ebenfalls Boni oder Aweer genannt wird. Daneben beherrschen die meisten Swahili, Somali oder Oromo. Boni gehört zur Omo-Tana-Untergruppe der ostkuschitischen Sprachen. Innerhalb der Omo-Tana-Sprachen gehört das Boni zusammen mit Somali und Rendille zu jener Untergruppe, die Bernd Heine als Sam-Sprachen bezeichnet. Gemeinsam mit dem Somali bildet es den östlichen Zweig der Sam-Sprachen.

## Herkunft und Geschichte
Für die Herkunft der Boni gibt es aus sprachwissenschaftlicher Sicht zwei Möglichkeiten: Sie könnten bereits vor der Einwanderung von Sam-Sprechern in den Trockenwäldern nahe der Küste gelebt haben und später durch Kontakte mit Sam-Hirten an den Waldrändern eine Sam-Sprache übernommen haben. Wahrscheinlicher ist jedoch, dass es sich um einen Teil der östlichen Sam handelt, der in diese Wälder zog und die Viehzucht zugunsten des Jagens und Sammelns aufgab. Es kann sein, dass sie ihr Vieh durch Dürre, Krieg oder Raub verloren hatten, aber auch, dass sie zunächst mit Vieh in die Wälder kamen, dieses dann aber durch von Tsetsefliegen übertragene Tierseuchen verloren.
Von der Untergruppe der Kijee sollen die meisten ursprünglich Oromo gewesen sein, die sich den Boni anschlossen, nachdem sie von Somali besiegt worden waren. Kijee ist die Bezeichnung der Boni für die Oromo.
Im Gebiet Gosha am Unterlauf des Jubba in Somalia waren Boni wahrscheinlich die einzige ständige Bevölkerung, bis ab Mitte des 19. Jahrhunderts ehemalige Sklaven der Somali kamen, Dörfer gründeten und Ackerbau betrieben. Anfangs mussten diese neuen Siedler den einheimischen Boni Tribut liefern, doch bald waren sie ihnen zahlenmäßig weit überlegen und konnten sie unterwerfen.

## Gegenwart
Heute leben die meisten Boni in Kenia nur mehr teilweise vom Jagen und Sammeln und ergänzen dieses durch Brandrodungsfeldbau, Lohnarbeit und (Tausch-)Handel. Der Ausbau von Siedlungen, Straßen, Bewässerungsprojekten und weiterer Infrastruktur in ihrem Gebiet erschwert es ihnen, ihre Lebensweise aufrechtzuerhalten. Zudem wurde die Jagd aus Artenschutzgründen verboten, was die Boni stark beeinträchtigt, die Aktivitäten von Wilderern (vor allem Somali) jedoch nicht verhindern konnte. Ein Teil ihres Gebietes steht als Boni National Reserve unter Schutz. Die Kilii ergänzen ihren traditionellen Lebensunterhalt vor allem durch Viehzucht.
In Somalia sind die Boni seit 1991 auch vom Bürgerkrieg betroffen.